# Chalcides ocellatus
Il gongilo (Chalcides ocellatus Forsskål, 1775) è un piccolo sauro appartenente alla famiglia degli Scincidi.

## Descrizione
Da adulto, può raggiungere i 30 cm di lunghezza ma solitamente restano più piccoli. Ha una testa piccola, corpo cilindrico, e cinque dita su ciascun piede. Le zampe sono poco usate e di solito si muove serpeggiando.
I gongili sono molto agili e si trovano spesso nelle zone aride. È strettamente imparentato con il Chalcides colosii, che in precedenza era considerato una sua sottospecie. C. ocellatus è notevole per la presenza di ocelli e per la sua enorme varietà di pigmentazione.

## Biologia
Le femmine di queste specie danno alla luce 3-10 piccoli vivi. Preda vari insetti inclusi quelli con un esoscheletro coriaceo ed aracnidi, ma si nutre anche di lombrichi, larve, porcellini di terra e tutta una vasta gamma di altri artropodi. Mangia inoltre frutta dolce, uova bollite, pezzi di carne, pane e pasta, foglie di diversi vegetali (come la lattuga o il broccoletto). È fortemente sinantropico e si può trovare abbastanza facilmente nei pressi di case dotate di giardino con una vegetazione più o meno abbondante. Tollera la presenza con altre specie animali pacifiche, come Testudo hermanni. È diurno e se spaventato scappa silenziosamente nascondendosi tra le fronde delle piante o sotto diversi oggetti, principalmente in delle buche precedentemente scavate o sotto delle grosse rocce. Trascorre il letargo invernale sotto terra o sotto grandi massi.

## Distribuzione e habitat
È presente in Grecia (incluso Peloponneso), Sardegna, Sicilia, Malta, Nord Africa, Turchia, Cipro, Vicino Oriente, e più in generale in quasi tutto il Mediterraneo. Nel 1736 è stato introdotto nel Parco della Reggia di Portici.
Frequenta luoghi soleggiati ed aridi, aree sabbiose, macchia mediterranea costiera o nell'entroterra, vigneti, campagne, zone rocciose, oliveti, muretti a secco.

## Tassonomia
Ne esistono 6 sottospecie:
- C. o. ocellatus (Forsskål, 1775) - Africa settentrionale e Vicino Oriente[8]
- C. o. tiligugu Gmelin, 1789 - Sardegna, Sicilia (anche Pantelleria), Malta, Marocco, Algeria, Tunisia.
- C. o. linosae Boulenger, 1920 - Isola di Linosa, è più scuro rispetto alle altre sottospecie
- C. o. sacchii Lanza, 1954 - si trova in Somalia
- C. o. subtypicus Werner, 1931 - Marocco nord-orientale e Algeria nord-occidentale
- C. o. zavattarii Lanza, 1954 - Isola di Lampedusa, Isola dei Conigli

## Conservazione
È disturbato dalla presenza umana nei suoi habitat. Sebbene considerato a rischio minimo dalla Lista rossa della IUCN, è protetto dalla Convenzione di Berna (Allegato III).

## Il gongilo nella cultura popolare siciliana
Molti dei nomi dialettali siciliani del gongilo (tiru, tiruni, tiraxiatu, tiraciatu, tiruneddu) fanno riferimento a una presunta capacità di "tirare", ossia bloccare, il fiato ad altri animali, esseri umani compresi. In particolare è diffusa la falsa credenza popolare che il gongilo sia attratto dai lattanti, più precisamente dal latte che quest'ultimi ingeriscono, e che possa soffocarli entrando loro in gola. Tuttavia esiste anche una leggenda che attribuisce al gongilo un ruolo positivo, infatti durante la notte sveglierebbe con la coda gli uomini in pericolo. Una differente ipotesi etimologica vorrebbe invece far discendere il nome tiru dalla velocità con cui il rettile è in grado di scappare («più veloce di un tiro di schioppo»), mentre il nome tiraciatu deriverebbe dal fatto che le persone tratterrebbero il fiato per lo stupore durante le improvvise apparizioni e rapide scomparse del gongilo tra i loro piedi. Per il colore della pelle simile a quello delle sardine (azzurro argentato), nella zona di Castelvetrano è invece denominato sardazza. Anche nel ragusano è chiamato con un nome simile: cuocciu i sarda. Il nome pisci lavuraturi deriverebbe invece dalla capacità di scavare rapidamente cunicoli nel terreno per nascondersi.